# Abrocoma boliviensis
La rata chinchilla boliviana o pericote boliviano (Abrocoma boliviensis) es una especie de roedor de la familia Abrocomidae. Se encuentra únicamente en la provincia de Caballero, en Bolivia. Su hábitat natural son las zonas rocosas de los bosques nublados del interior del país, lo que la convierte en endémica de Bolivia.

## Hábitat y ecología
La rata chinchilla boliviana vive en los bosques nubosos de Bolivia y podría estar especializada en habitar zonas rocosas dentro de este ecosistema. Es herbívora y vive en madrigueras. Sus crías nacen en estado precoz tras un período de gestación relativamente largo.

## Amenazas
"Se encuentra clasificada como En Peligro Crítico porque su área de distribución es inferior a 100 km², todos los individuos se encuentran en una sola ubicación, y existe un deterioro continuo en la extensión y calidad de su hábitat de bosque nublado."
— UICN, Lista Roja de Especies Amenazadas 2008
Las principales amenazas para la rata chinchilla boliviana incluyen la deforestación de su hábitat en los bosques nublados para convertirlo en pastizales para el ganado y la fragmentación de hábitat. Históricamente también fue cazada por su pelaje.